# Tracy Smart
Tracy Lee Smart est médecin, administratrice et officière supérieure australienne à la retraite de la Royal Australian Air Force (RAAF). Elle est commandante du Joint Health Command (en) et médecin générale des forces de défense australiennes de décembre 2015 à décembre 2019. Smart est la troisième femme à atteindre le grade de vice-maréchale de l'air dans la RAAF et la  première lesbienne à atteindre le grade d'officière deux étoiles dans l'ADF

## Jeunesse et éducation
Smart grandit à Kangarilla (en), en Australie du Sud et fait ses études à Willunga High School (en). Elle  étudie la médecine à l'université Flinders, dont elle sort diplômée en 1987. Elle termine sa formation médicale dans les hôpitaux d'Adélaïde avant de commencer son service à temps plein dans la Royal Australian Air Force (RAAF) en janvier 1989, après avoir rejoint le service en 1985,.
Smart obtient une maîtrise en santé publique (en) à l'université du Queensland en 2007 et une maîtrise en études stratégiques à l'université Deakin en 2009. Elle est également diplômée du Centre for Defence and Strategic Studies (en) et du programme de gestion avancée de la Harvard Business School,.

## Carrière dans la RAAF
Tracy Smart sert en tant que médecin à la base RAAF Amberley en 1989, puis médecin principale à la base RAAF Pearce (en) de 1990 à 1991. Elle entreprend un échange de deux ans avec la Royal Air Force pour recevoir une formation spécialisée en médecine aéronautique. Elle revient en Australie en 1993, est promue chef d'escadron et affectée comme médecin principale à l'hôpital n° 6 de la RAAF et, plus tard, à la base de la RAAF à Williamtown. Elle est déployée durant la mission d'assistance des Nations Unies pour le Rwanda en 1995>.
Smart effectue un échange avec l'armée de l'air américaine en 2000 et 2001, puis est déployée au Timor oriental en tant que responsable de la santé au QG de la force de maintien de la paix et responsable de la santé australienne en chef au Timor. Elle sert en Irak et en Afghanistan de 2003 à 2004 et est nommée membre de l'Ordre d'Australie lors des honneurs de l'anniversaire de la reine en 2012.
Smart est promue au grade de vice-maréchal de l'air en novembre 2015 et succède à la contre-amirale Robyn Walker (en) en tant que commandante de la santé interarmées et médecin général (en) de la Force de défense australienne (ADF) le 3 décembre 2015. Elle est nommée Officier de l'Ordre d'Australie lors des  honneurs de l'anniversaire de la reine de 2019 (en), et remet le commandement conjoint de la santé au contre-amiral Sarah Sharkey (en) le 4 décembre de la même année.
Tracy Smart a dirigé trois fois le contingent de l'ADF au Mardi Gras gay et lesbien de Sydney. Elle est la première lesbienne à atteindre le grade d'officière deux étoiles dans l'ADF,.